# Brasserie Jean Tout Seul
Brasserie Jean Tout Seul is een Belgische brouwerij te Lessenbos in de provincie Henegouwen.

## Geschiedenis
Pierre Campion, echtgenote Marielle Coenjaerts en Jimmy Halleux (twee ingenieurs en een ontwerper) startten deze brouwerij op in de familiale boerderij van Marielle. Campion volgde eerst twee jaar brouwcursus aan de Hogeschool te Gent alvorens de bouw te beginnen van een eigen brouwerij. Die werd samengesteld met tweedehands materiaal, onder andere oude melkketels. Nadat de nodige vergunningen verleend werden, kon het brouwen beginnen en in december 2009 werd het eerste bier La Trompeuse gelanceerd. De brouwerij werd genoemd naar Jean, een oudoom van Coenjaarts die de laatste bewoner van de boerderij was vooraleer Pierre en Marielle zich er vestigden. Het was een eenzame figuur met een chagrijnig karakter die in de streek gekend was als Jean tout seul (eenzame Jan).

## Bieren
- La Trompeuse, blond 6,9%